# Đại Công quốc Flandrensis
Đại Công quốc Flandrensis (tiếng Hà Lan: Groothertogdom Flandrensis) là một vi quốc gia tuyên bố chủ quyền đối với một số vùng lãnh thổ ở Nam Cực, được thành lập năm 2008 bởi Niels Vermeersch, một người Bỉ. Flandrensis không được công nhận bởi bất kỳ quốc gia hoặc chính phủ nào; họ cũng không muốn được công nhận là một quốc gia. Vào năm 2017, dân số của nước này là 423 người.

## Lịch sử
Đại Công quốc Flandrensis được thành lập vào ngày 4 tháng 9 năm 2008. Vi quốc gia này được lấy cảm hứng từ Hạt Flanders thời trung cổ (Pagus Flandrensis). Flandrensis ban đầu được người sáng lập coi là một sở thích - vi quốc gia, sau đó là một liên doanh sinh thái, để nâng cao nhận thức về băng tan và biến đổi khí hậu. Đại Công quốc Flandrensis  có chứng minh thư, tiền tệ, báo, hiến pháp và quốc ca riêng.
Flandrensis cũng là một sự mô phỏng chính trị với các đảng chính trị như APPF (đảng cướp biển), DRP (hoàng gia), NPF (dân tộc chủ nghĩa), FDUP (đoàn viên), FL-AL (đoàn kết), Lijst Govaert (tự do) và L&S (cộng hòa) tổ chức bầu cử hàng năm. Giáo sư Alastair Bonett của Đại học Newcastle đã mô tả Flandrensis là một ví dụ về các vi quốc gia được lấy cảm hứng từ một hội đồng thành phố, nơi những người trẻ tuổi học cách đưa ra quyết định. Người sáng lập cũng mô tả Flandrensis là một tổ chức văn hóa. Vào năm 2012, vi quốc gia này bao gồm 128 công dân từ 28 quốc tịch khác nhau.

## Lãnh thổ
Flandrensis được người sáng lập coi là một liên doanh sinh thái nhằm nâng cao nhận thức về sự tan băng. Flandrensis không có ý định ghé thăm các lãnh thổ của họ. Tuyên bố lãnh thổ của Flandrensis là một tuyên bố với cộng đồng quốc tế và họ tuyên bố rằng  là quốc gia duy nhất trên thế giới không muốn có bất kỳ người dân nào trên lãnh thổ của mình. Trên cơ sở giải thích Hiệp ước Nam Cực (1959), Flandrensis tuyên bố chủ quyền với 5 hòn đảo ngoài khơi bờ biển Tây Nam Cực: đảo Siple, đảo Cherry, đảo Maher, đảo Pranke và đảo Carney. Niels Vermeersch đã gửi thư tới Liên Hợp Quốc, Liên minh châu Âu và các quốc gia đã ký Hiệp ước Nam Cực để thông báo cho họ về yêu sách của ông. Tất cả các quốc gia này đều phớt lờ Niels và tuyên bố của ông. Do các tuyên bố chủ quyền, một cuộc xung đột ngoại giao với Westarctica đã phát sinh vào năm 2010, điều này dẫn đến việc thành lập Liên minh Vi quốc gia Nam Cực (AMU). Thông tin đưa tin về cuộc xung đột này xuất hiện trên tạp chí Columbus của Hà Lan, trang tin tức Telegram của Croatia và cuốn sách Les Micronation của Pháp. Năm 2010, tờ báo trực tuyến của Nga Chastny Korrespondent đã đăng một bài báo về các vi quốc gia ở Nam Cực và miêu tả Flandrensis là một trong những vi quốc gia "gây tiếng vang" nhất ở Nam Cực.

## Biểu tượng quốc gia
Quốc kỳ Flandrensis được lấy cảm hứng từ lá cờ Bỉ đầu tiên năm 1830. Dải màu vàng ban đầu của lá cờ Bỉ đã được thay thế bằng màu trắng tượng trưng cho một khởi đầu mới. Vì lý do tương tự, cũng có hai con sư tử trên quốc huy, dựa trên sư tử Flemish.

## Tiền tệ
Đơn vị tiền tệ của Flandrensis là flandri.

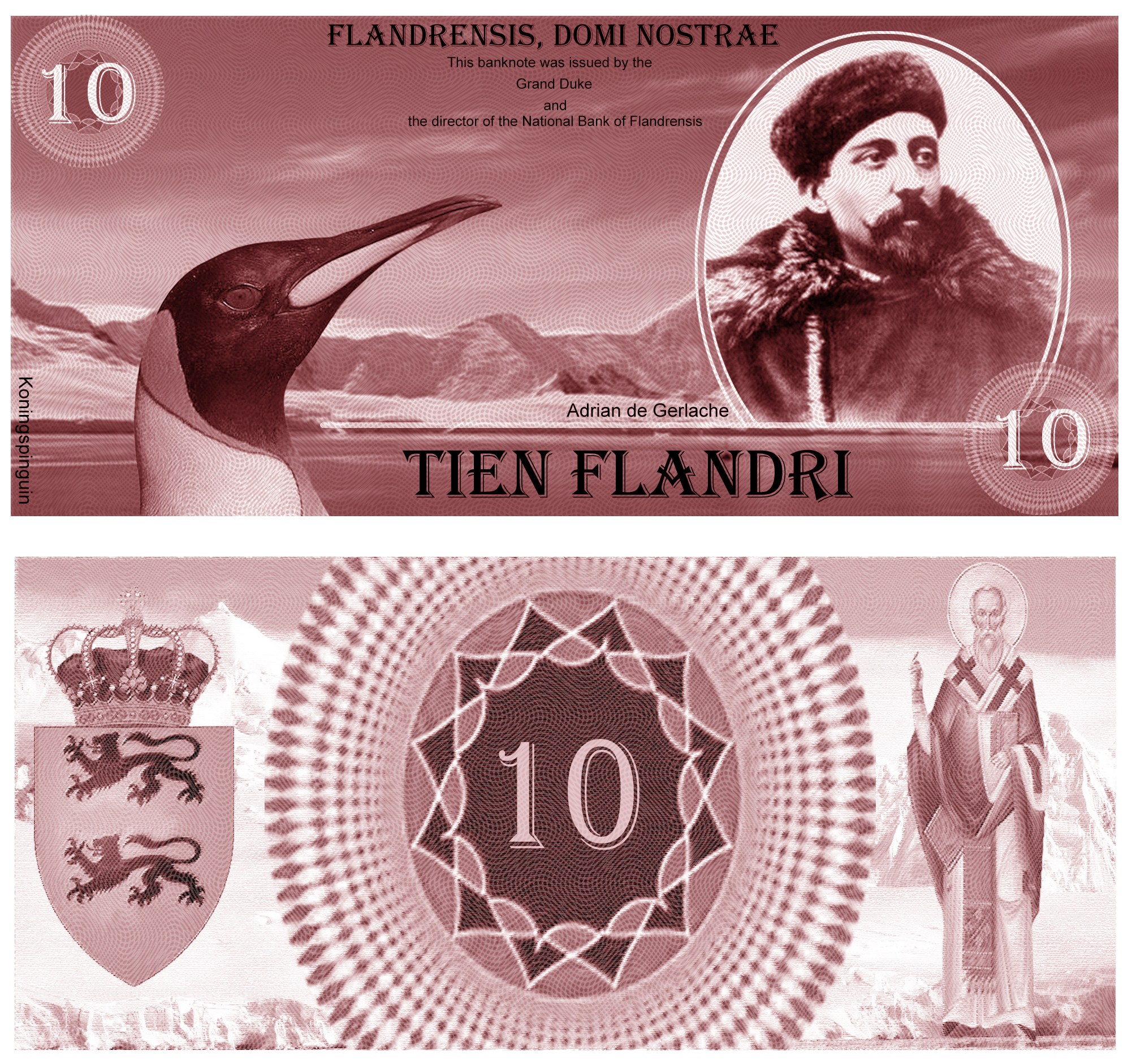
10 flandri
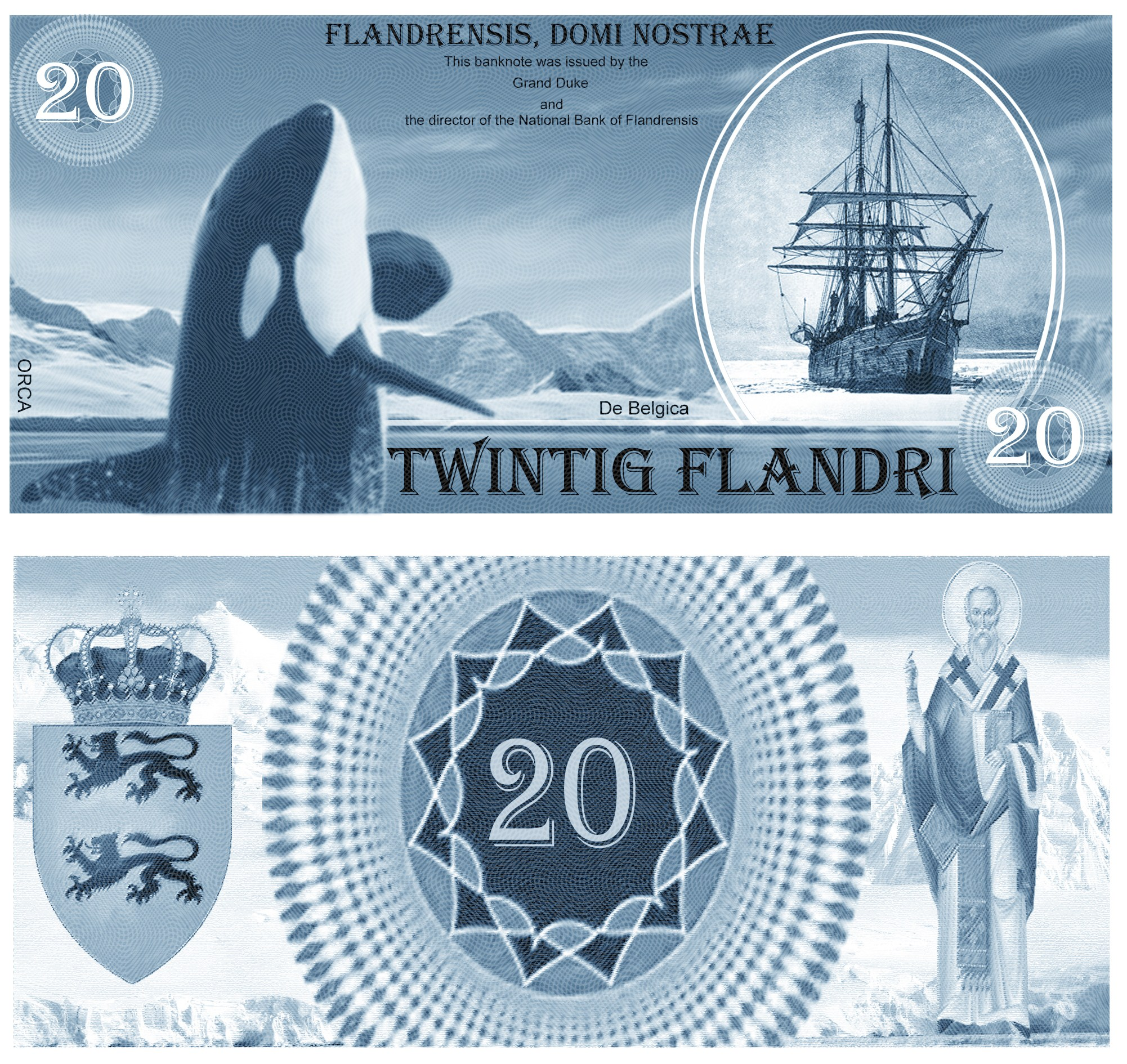
20 flandri
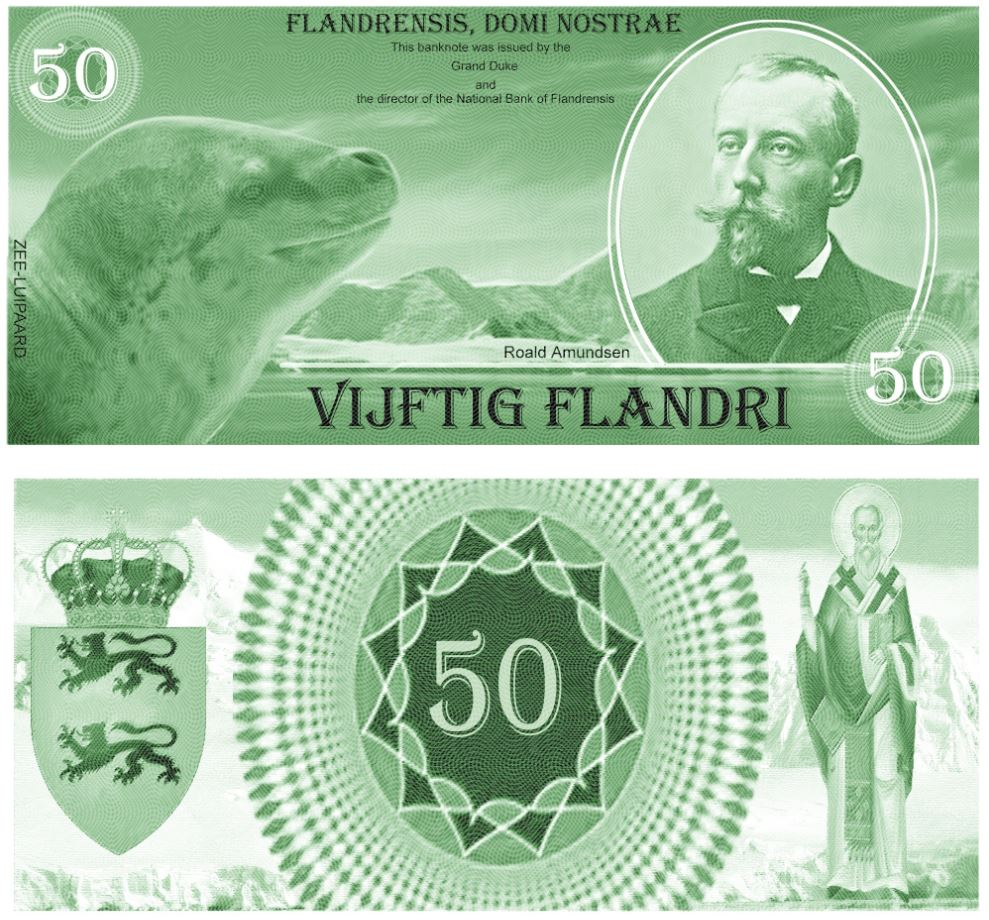
50 flandri